# Apotetrastichus contractus
Apotetrastichus contractus (лат.) — вид мелких хальциноидных наездников рода Apotetrastichus из семейства Eulophidae. Мадейра и Канарские острова.

## Описание
Мелкие наездники-эвлофиды, длина около 1 мм. Голова в 2,2 раза шире своей длины и примерно равной с мезоскутумом шириной. Основная окраска тела чёрная (ноги и скапус усика желтоватые). Предположительно, как и другие виды рода, паразитируют на различных насекомых. Вид был впервые описан в 1872 году.